# 팔레르모도

팔레르모도의 위치

팔레르모도(이탈리아어: Provincia di Palermo)는 이탈리아 시칠리아주에 있던 도다. 82개의 자치 단체가 있고 도청 소재지는 팔레르모이다. 면적은 4,992 km2, 인구는 1,235,923(2004)이다. 2015년 8월 4일을 기해 팔레르모 광역시로 개편되었다.

## 같이 보기
- 팔레르모 광역시